# Yorkshire Evening Post
O Yorkshire Evening Post é um periódico diário (entregue aos jornais todas as manhãs) publicado pelo Yorkshire Post Newspapers em Leeds, West Yorkshire, Inglaterra. O documento fornece uma inclinação regional nas notícias do dia e tradicionalmente fornece relatórios detalhados sobre o Leeds United e o Leeds Rhinos, bem como a equipe do Yorkshire County Cricket Club.
O jornal geralmente assume uma posição liberal/central esquerda, ao contrário do The Yorkshire Post, que tem um viés particularmente conservador. Apesar do título que implica que o jornal seja de Yorkshire, é originário de Leeds, ainda amplamente divulgado em Bradford, Harrogate, Huddersfield e Wakefield.
A cidade de Leeds tem mais dois jornais locais amplamente divulgados, sendo o Wetherby News e o Wharfedale and Airedale Observer.
Por muitos anos, o Evening Post produziu uma edição separada para South Yorkshire impressa simultaneamente em Doncaster. Em 1970, foi convertido no agora fechado Doncaster Evening Post.
A partir de 1926, o Yorkshire Evening Post patrocinou eventos de teste de motocicleta em Post Hill, uma área perto de Farnley adquirida especificamente para esse fim.

## Mudança de Leeds

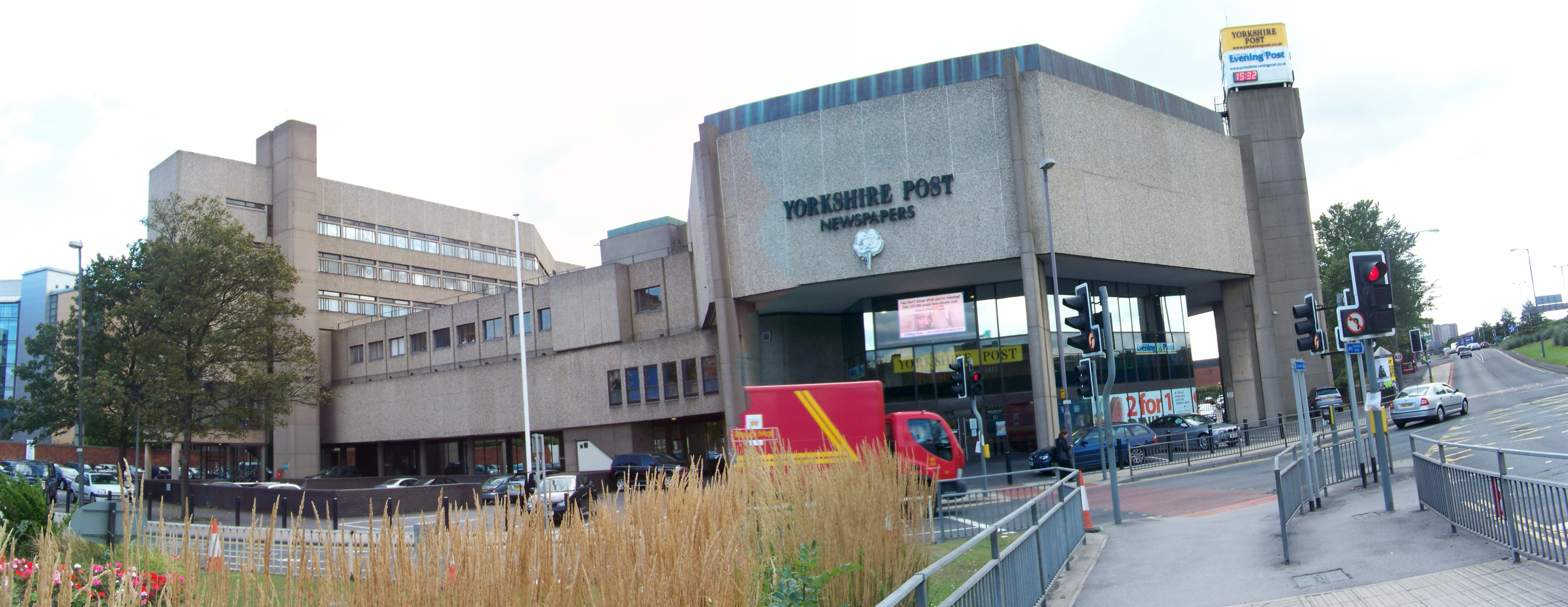
Antiga sede em Leeds

Em fevereiro de 2012, a Johnston Press anunciou que a impressão do The Yorkshire Post e do Yorkshire Evening Post em Leeds seria transferida para sua fábrica em Dinnington, perto de Sheffield, e a unidade de impressão da Wellington Street seria fechada.
Em setembro de 2013, foi anunciado que as instalações da Wellington Street seriam demolidas porque os jornalistas já haviam se mudado. A demolição preliminar começou em março de 2014; Em abril de 2014, foi anunciado que a torre seria poupada.

## Disponibilidade

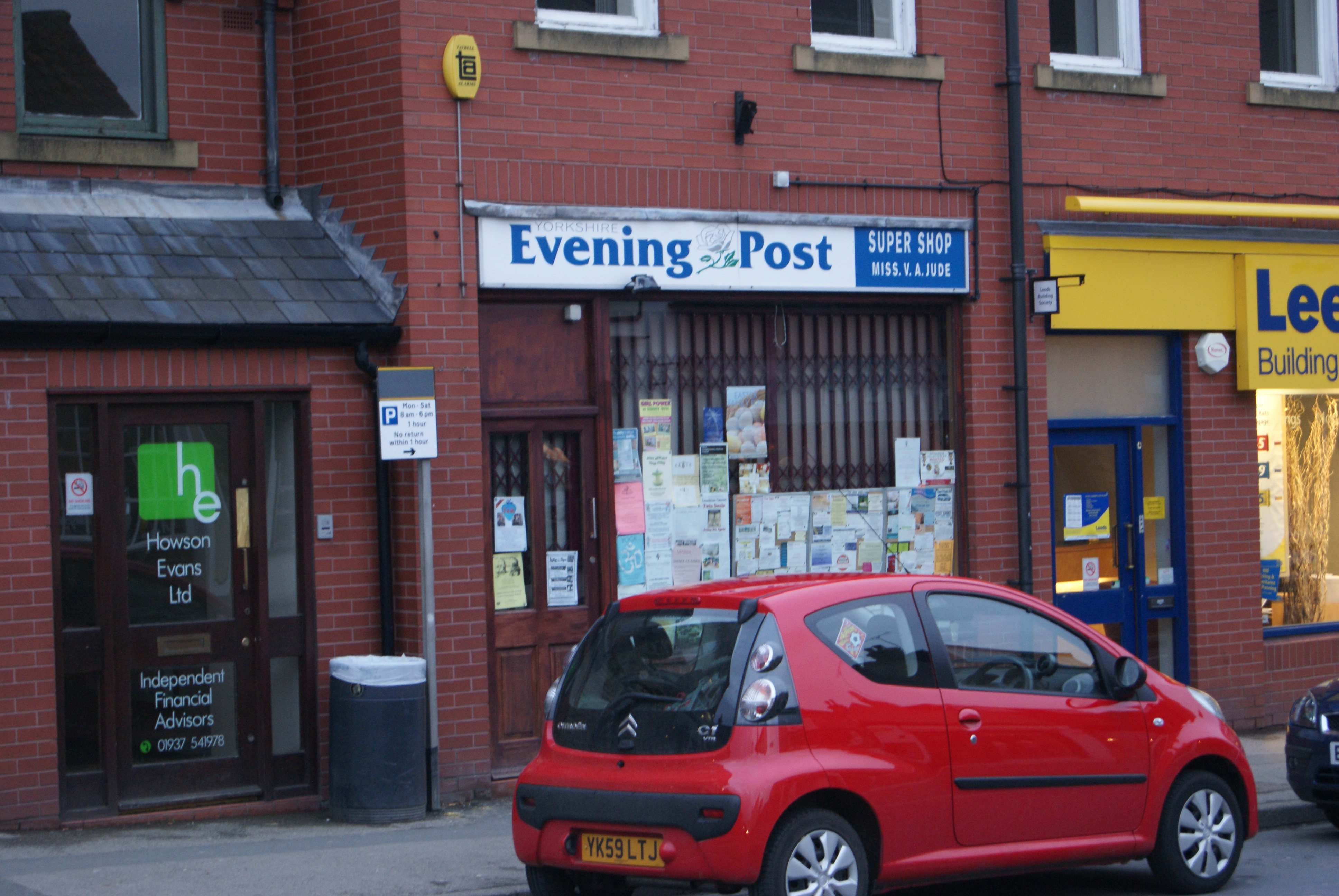
Uma banca de jornal no Boston Spa com sinalização do Evening Post, como é comum em toda a cidade.

O Yorkshire Evening Post está amplamente disponível em toda a cidade de Leeds, além de áreas em torno de Harrogate, Wakefield, Dewsbury e Ilkley. Uma edição online também está disponível.